# Enicospilus venius
Enicospilus venius är en stekelart som beskrevs av Ian D. Gauld och Mitchell 1981. Enicospilus venius ingår i släktet Enicospilus och familjen brokparasitsteklar. Inga underarter finns listade i Catalogue of Life.